# Benedikt Maeglin
Benedikt Maeglin (* 11. April 1920 in Basel; † 10. September 1992 ebenda) war ein Schweizer Zahnmediziner und Hochschullehrer.

## Leben und Werk
Benedikt Maeglin war ein Neffe von Rudolf Maeglin und studierte Zahnheilkunde an der Universität Basel. 1945 promovierte er und war anschliessend am Basler Zahnärztlichen Institut Assistenzarzt. Parallel studierte er Medizin u. a. bei Oscar Müller (1887–1956) an der Universität Basel. Er war zudem ein Schüler von Karl Kallenberger (1912–1961).
Von 1949 bis 1956 war Maeglin Oberassistent  an der chirurgischen Abteilung des Zahnärztlichen Instituts an der Universität Basel. Von 1950 bis 1956 war er Oberassistent der konservierenden Abteilung des Instituts. 1951 promovierte Maeglin zum Dr. med. dent. Ab 1957 war er Oberarzt an der konservierenden Abteilung und der Poliklinik des Basler Zahnärztlichen Instituts.

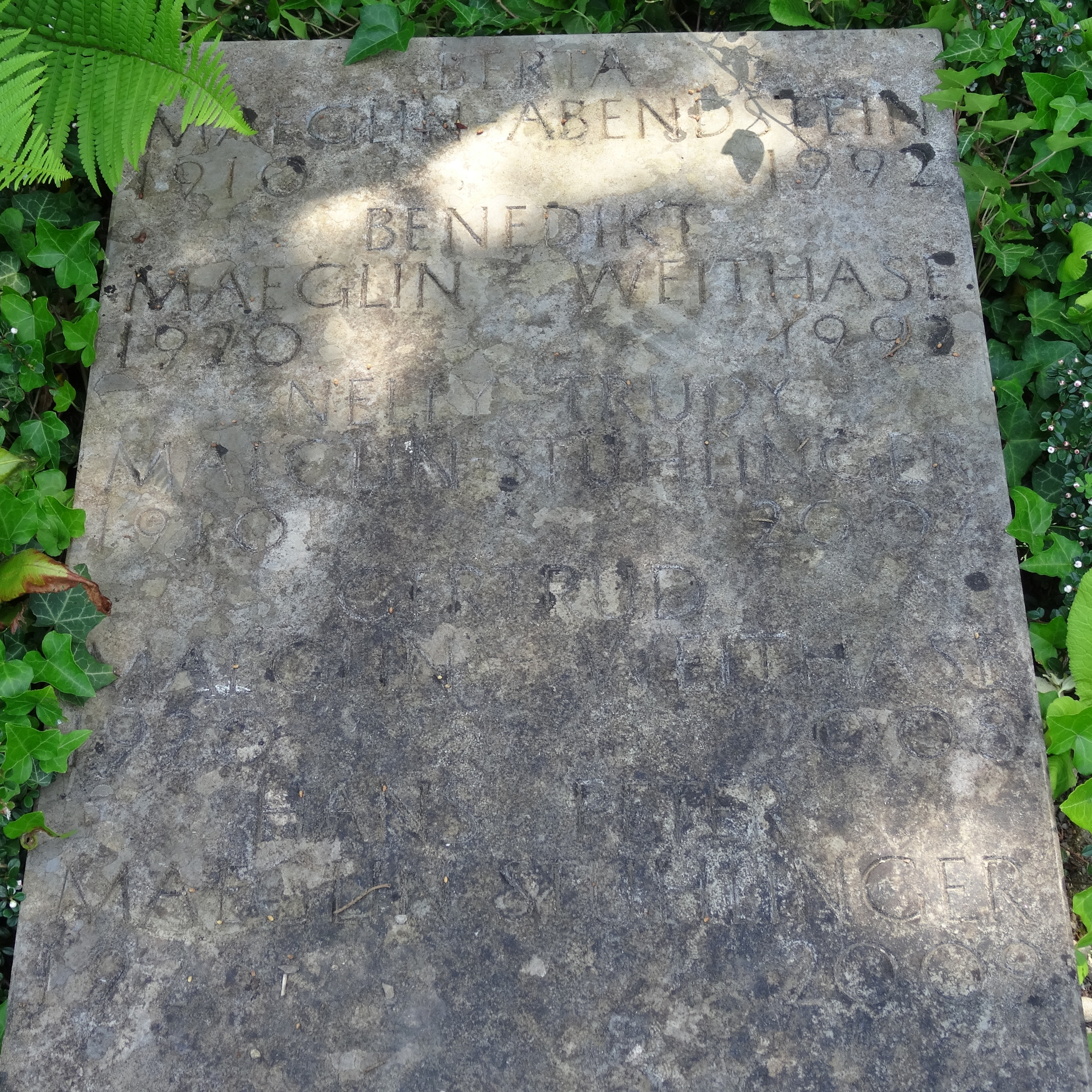
Grab, Wolfgottesacker, Basel.

Benedikt Maeglin befasste sich intensiv mit zahnärztlichen Notfallmassnahmen. Seine erfolgreichste Publikation war die erst 1992 veröffentlichte Checkliste Notfallsituationen in der zahnärztlichen Praxis.
Als erster ausserordentlicher Professor für Zahnheilkunde und Vorsteher der Abteilung für konservierende Zahnheilkunde trat er 1961 die Nachfolge des verstorbenen Karl Kallenberger an. Unter Maeglins Leitung wurde im März 1962 die weltweit bekannte Trinkwasserfluoridierung im Kanton Basel-Stadt eingeführt, die aufgrund neuer wissenschaftlicher Erkenntnisse 2003 vom Grossen Rat wieder aufgehoben wurde. Nach der vollständigen Integration des zahnärztlichen Instituts in die Universität 1985 wurde 1989 Maeglin als erster Zahnmediziner zum Dekan der medizinischen Fakultät gewählt.
Maeglin war ein Weggefährte von Alfred R. Egli, Fritz Gasser, George Graber (1928–2011) und mit Carl-Heinz Fischer (1909–1997) befreundet. Maeglin gehörte zahlreichen Kommissionen und Gesellschaften an und bekleidete im Militär den Rang eines Oberst.
Benedikt Maeglin war mit Gertrud, geborene Weithase (1920–2008), verheiratet. Er fand seine letzte Ruhestätte auf dem Wolfgottesacker in Basel.